# Кримський апеляційний суд
Кримський апеляційний суд — загальний суд апеляційної (другої) інстанції, розташований в місті Херсоні, юрисдикція якого поширюється на тимчасово окуповану Автономну Республіку Крим.
Суд утворений 25 червня 2018 року на виконання Указу Президента «Про ліквідацію апеляційних судів та утворення апеляційних судів в апеляційних округах» від 29 грудня 2017 року, згідно з яким мають бути ліквідовані апеляційні суди та утворені нові суди в апеляційних округах.
Місцезнаходженням суду згідно Указу Президента є Сімферополь та Феодосія.

## Керівництво
Голова суду —
 Заступник голови суду —
 Керівник апарату — Боровік Денис Володимирович (т.в.о.)